# 莫納斯特雷茨 (茹拉夫諾市鎮)
49°12′45″N 24°20′10″E / 49.21250°N 24.33611°E

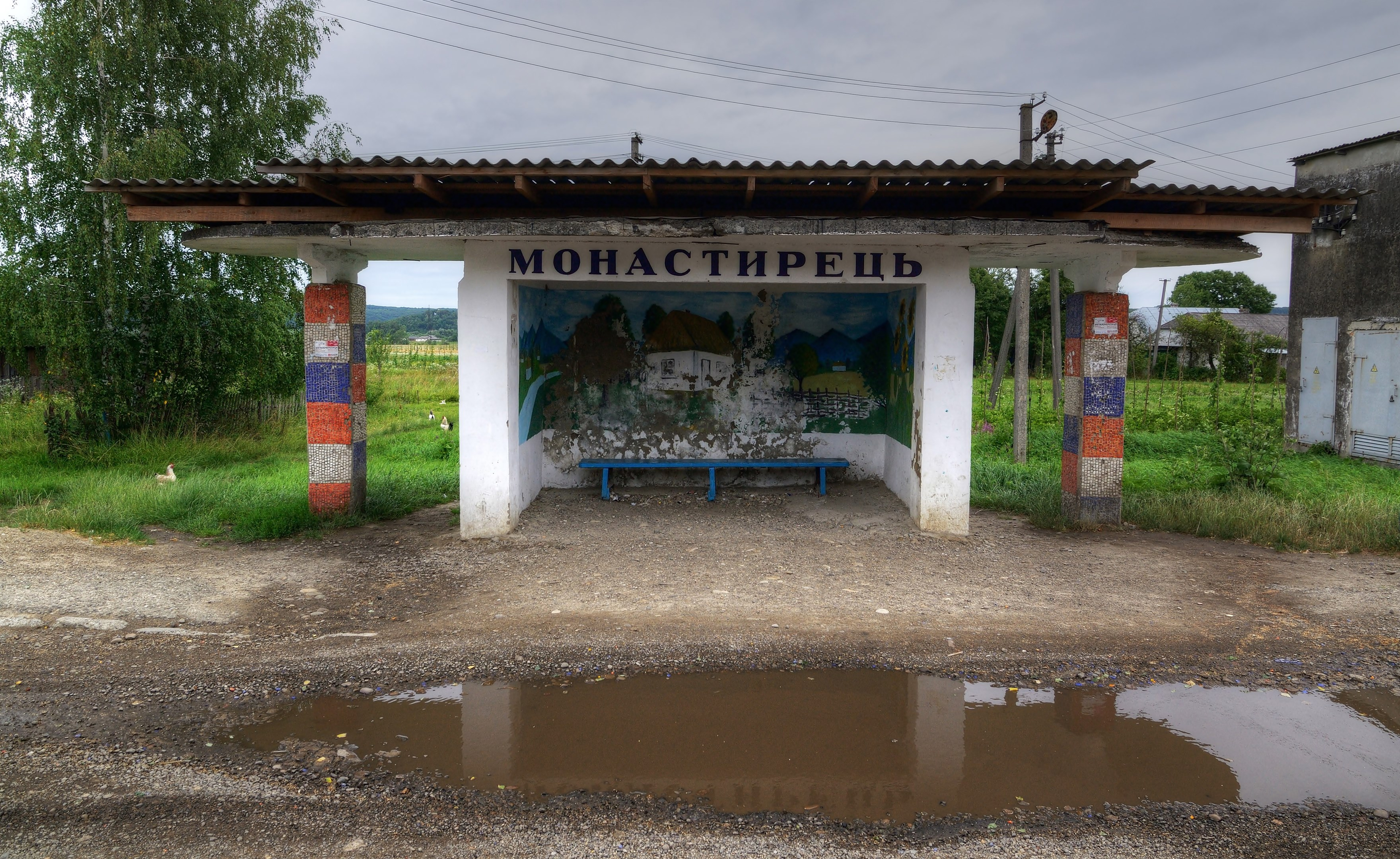

莫納斯特雷茨（羅馬化：Monastyrets）是烏克蘭西部的村莊，隸屬利維夫州斯特雷區茹拉夫諾市鎮。該村面積2.77平方公里，海拔高度269米，2001年人口1,036，人口密度每平方公里374.01人。